# Tritoniopsis ramosa
Tritoniopsis ramosa är en irisväxtart som först beskrevs av Friedrich Wilhelm Klatt, och fick sitt nu gällande namn av Gwendoline Joyce Lewis. Tritoniopsis ramosa ingår i släktet Tritoniopsis och familjen irisväxter.

## Underarter
Arten delas in i följande underarter:
- T. r. ramosa
- T. r. robusta
- T. r. unguiculata